# Cruziohyla craspedopus
Cruziohyla craspedopus — вид жаб родини Phyllomedusidae.

## Поширення
Зустрічається Cruziohyla craspedopus нижніх, рідко в середніх ярусах дощових лісів Бразилії, Колумбії, Перу, Еквадору та, можливо, Болівії. Перевагу віддають низинним лісам з густою підстилкою, які розташовані не вище 500 метрів над рівнем моря.

## Опис
Ці жаби виростають до 8-9 см в довжину. Нерухома квакша здається ще більшою ніж є насправді через шкірні складки, яка огортає по периметру все тіло жаби, що відпочиває.
Забарвлення може бути в блакитних і зелено-оливкових тонах, рідше в відтінках пурпурного. Спину і лапки прикрашають світлі вкраплення. Черево і внутрішня сторона лап жовтого кольору з рідкісними чорними смужками або цятками. Шкірні складки ховають яскраве черево жаби від хижаків.
На кінчиках пальців розташовані особливі присоски, що дозволяють утримуватися на слизьких поверхнях навіть вниз головою.

## Розмноження
Шлюбний період зазвичай розтягується більш ніж на півроку — з березня по жовтень, однак жаби завжди вичікують приходу сезону дощів. Першими готовність до спаровування проявляють самці, їхні пронизливі і вельми незвичайні «ква» лунають по всьому лісі. Ікринки відкладає у калюжки в дуплах або розломах повалених дерев, де пуголовкам нічого не загрожуватиме. Через сім місяців від народження квакші перебираються на дерева і більше не повертаються в воду.